# Joe Jones (chanteur)
Pour les articles homonymes, voir Jones et Joe Jones (homonymie).
Ne doit pas être confondu avec Jack Jones (chanteur).
Joe Jones, nom de scène de Joseph Charles Jones, né le 12 août 1926 à La Nouvelle-Orléans, en Louisiane, (États-Unis) et mort le 27 novembre 2005 à Los Angeles (États-Unis),, est un musicien, chanteur, auteur-compositeur et arrangeur de R&B américain.
Jones est aussi généralement crédité d'avoir découvert les Dixie Cups. Il a également travaillé avec BB King. En tant que chanteur, Jones a connu son plus gros succès sous la forme du hit R&B Top Five 1960 You Talk Too Much, qui a également atteint la troisième place du classement Billboard Hot 100.

## Biographie
Joe Jones sert dans l'US Navy, où il joue du piano dans un groupe, avant d'étudier la musique au Juilliard Conservatory of Music. À la fin des années 1940, il forme le groupe Joe Jones and his Atomic Rebops ; les membres du groupe jouent dans le hit de Roy Brown Good Rocking Tonight (1947). Jones est expulsé de la section locale de la Nouvelle-Orléans de la Fédération américaine des musiciens pour avoir tenté de créer une organisation rivale, mais est ensuite réintégré.
Joe Jones devient valet, puis pianiste et arrangeur pour B.B. King. Il enregistre son premier single solo, Adam Bit the Apple, pour Capitol Records en 1954. Il découvre également Shirley et Lee, avec qui il travaille comme pianiste et dont l'enregistrement de Let the Good Times Roll devient un hit en 1956. En 1960, un réenregistrement d'une chanson qu'il avait enregistrée pour la première fois en 1958 pour Roulette Records, You Talk Too Much, est un succès national, mais ses sorties ultérieures ont moins de succès.
Il se lance ensuite dans l'édition musicale et travaille sans relâche pour les droits d'autres groupes R&B. En 1973, Jones crée une société à Los Angeles, en Californie, qui fabrique des jingles publicitaires.
Il meurt en 2005 des complications d'un quadruple pontage.